# Фельбен-Вельхаузен
Фельбен-Вельхаузен (нем. Felben-Wellhausen) — коммуна в Швейцарии, в кантоне Тургау.
Входит в состав округа Фрауэнфельд. Население составляет 2286 человек (на 31 декабря 2007 года). Официальный код — 4561.